# 本多忠職
本多 忠職（ほんだ ただもと、天和2年（1682年） - 元禄14年1月15日（1701年2月22日））は、江戸時代前期の武士。三河国足助藩の嫡子。本多忠周の長男。通称は千之助、酒之丞。
本来、足助藩2代藩主となるはずだったが、父忠周が元禄2年（1689年）に減封されたため、旗本家嫡子となった。その後、家督相続以前の元禄14年（1701年）に20歳で早世した。